# Vagos
Vagos es un municipio ubicado en la sección sur de la denominada Rota da Luz (Ruta de la Luz), en el distrito Aveiro, zona estadística de la Región Centro de Portugal (NUTS II) y comunidad intermunicipal de Aveiro (NUTS III). Su principal fuente económica es la agricultura así como la cría de ganado y la producción lechera, a escala nacional. 
Tiene una extensión territorial de 165,29 km², 22 889 habitantes (2021) y una densidad demográfica de 133,2 h/km², subdividido en ocho freguesias.

## Demografía
| Gráfica de evolución demográfica de Vagos entre 1864 y 2021 |
|                                                             |
| Datos según el nomenclátor publicado por el INE portugués.  |

## Organización territorial
El municipio de Vagos está formado por ocho freguesias:
- Calvão
- Fonte de Angeão e Covão do Lobo
- Gafanha da Boa Hora
- Ouca
- Ponte de Vagos e Santa Catarina
- Santo André de Vagos
- Sosa
- Vagos e Santo António

## Historia
Esta región era llamada "Vacus" durante la ocupación romana.